# Bigger than the Devil
Bigger than the Devil è il secondo album del gruppo punk metal statunitense Stormtroopers of Death, pubblicato nel 1999 da Nuclear Blast. La copertina è una parodia di quella di The Number of the Beast degli Iron Maiden, mentre il titolo è riferito a una famosa frase pronunciata da John Lennon:

## Tracce
1. Bigger than the Devil – 2:29
2. The Crackhead Song – 1:47
3. Kill the Assholes – 2:51
4. Monkey's Rule – 1:46
5. Skool Bus – 0:36
6. King at the King/Evil Is In – 2:20
7. Black War – 2:26
8. Celtic Frosted Flakes – 1:15
9. Charlie Don't Cheat – 0:24
10. Song that Don't Go Fast – 1:52
11. Shenanigans – 2:17
12. Dog on the Tracks – 0:04
13. Xerox – 0:54
14. Make Room, Make Room – 3:31
15. Free Dirty Needles – 2:36
16. Fugu – 0:07
17. Noise, That's What – 1:11
18. We All Bleed Red – 2:33
19. Frankenstein and His Horse – 0:21
20. Every Tiny Molecule – 1:03
21. Aren't You Hungry – 3:18
22. L.A.T.K.C.H. – 0:27
23. Ballad of Michael H. – 0:13
24. Ballad of Phil H. – 0:08
25. Moment of Truth – 3:04

## Formazione
- Billy Milano – voce
- Scott Ian – chitarra
- Dan Lilker – basso
- Charlie Benante – batteria